# Francisco Fedullo
Francisco Fedullo (Montevideo, 27 maggio 1905 – Montevideo, 26 gennaio 1963) è stato un calciatore uruguaiano naturalizzato italiano, di ruolo centrocampista.

## Carriera
Fedullo fu il primo giocatore dell'Uruguay a tornare in Italia nella terra dei genitori, originari di Salerno.
Cresciuto calcisticamente nell'Institución Atlética Sud América di Montevideo, squadra meglio conosciuta in Uruguay come Sud América, fu scoperto e portato in Italia nel 1930 per vestire la maglia del Bologna. In Emilia rimase per nove anni, fino al 1939, vincendo con la maglia rossoblu tre scudetti e due Coppa Mitropa.
Giocò due partite con la nazionale italiana, debuttando a Napoli il 14 febbraio 1932 nella vittoria contro la Svizzera per 3-0, gara valevole per la Coppa Internazionale, in cui segnò una tripletta ; giocò una sola altra gara in azzurro, il 12 febbraio 1933 contro il Belgio, vinta dall'Italia per 3-2. Riportò  un secondo posto nel 1932 nella Coppa Internazionale.
Alla fine del 1939 tornò in Uruguay, concludendo la carriera nella sua vecchia squadra, il Sud América.

## Statistiche

### Cronologia presenze e reti in Nazionale
| Cronologia completa delle presenze e delle reti in nazionale ― Italia | Cronologia completa delle presenze e delle reti in nazionale ― Italia | Cronologia completa delle presenze e delle reti in nazionale ― Italia | Cronologia completa delle presenze e delle reti in nazionale ― Italia | Cronologia completa delle presenze e delle reti in nazionale ― Italia | Cronologia completa delle presenze e delle reti in nazionale ― Italia | Cronologia completa delle presenze e delle reti in nazionale ― Italia | Cronologia completa delle presenze e delle reti in nazionale ― Italia |
| Data                                                                  | Città                                                                 | In casa                                                               | Risultato                                                             | Ospiti                                                                | Competizione                                                          | Reti                                                                  | Note                                                                  |
| --------------------------------------------------------------------- | --------------------------------------------------------------------- | --------------------------------------------------------------------- | --------------------------------------------------------------------- | --------------------------------------------------------------------- | --------------------------------------------------------------------- | --------------------------------------------------------------------- | --------------------------------------------------------------------- |
| 14-2-1932                                                             | Napoli                                                                | Italia                                                                | 3 – 0                                                                 | Svizzera                                                              | Coppa Internazionale 1931-1932                                        | 3                                                                     |                                                                       |
| 12-2-1933                                                             | Bruxelles                                                             | Belgio                                                                | 2 – 3                                                                 | Italia                                                                | Amichevole                                                            | -                                                                     |                                                                       |
| Totale                                                                |                                                                       | Presenze                                                              | 2                                                                     |                                                                       | Reti                                                                  | 3                                                                     |                                                                       |

## Palmarès

### Competizioni nazionali
- Campionato italiano: 3

Bologna: 1935/36, 1936/37, 1938/39

### Competizioni internazionali
- Coppa dell'Europa Centrale: 2

Bologna: 1932, 1934
- Torneo Internazionale dell'Expo Universale di Parigi 1937: 1

Bologna: 1937